# Volta Redonda FC

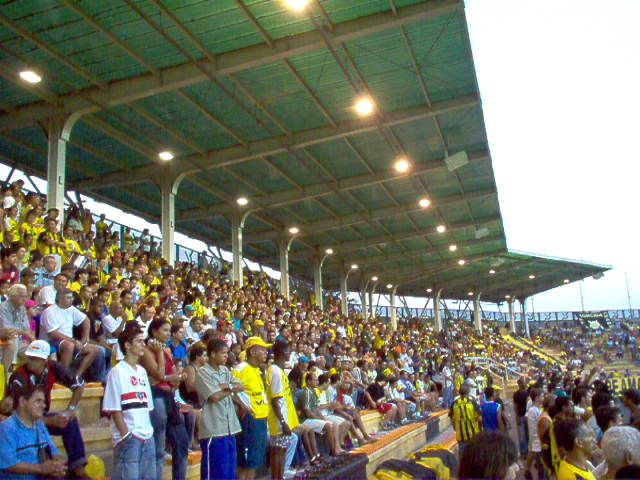
Die Stadiontribüne bei einem Spiel im August 2005

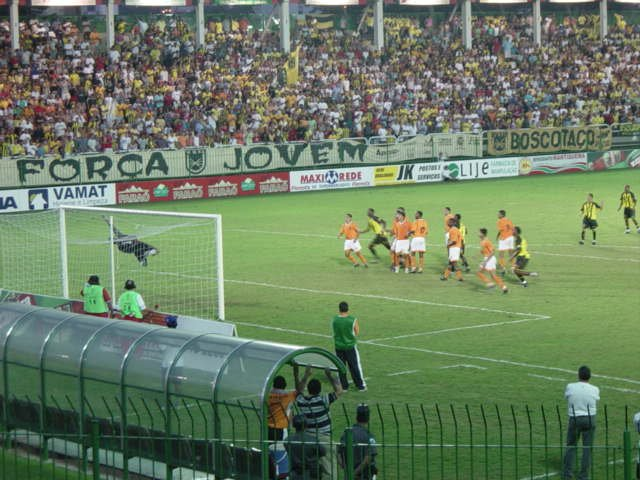
Partie zwischen Volta Redonda und Nova Iguaçu vom 1. Dezember 2004

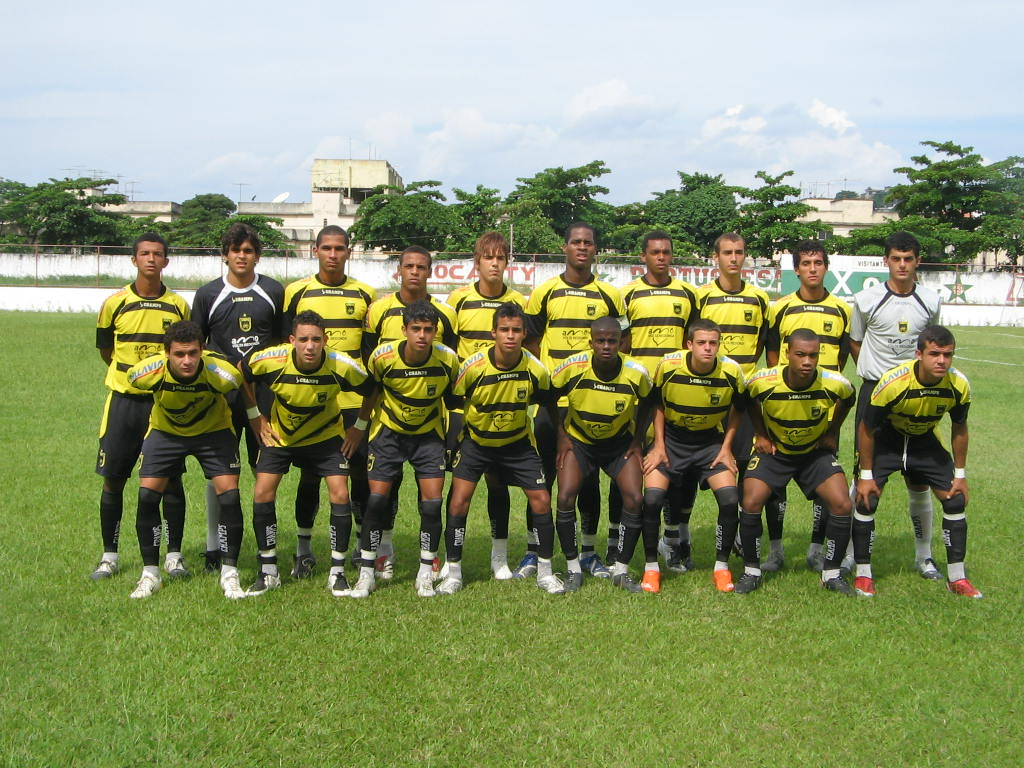
Team-Foto der Junioren 2008

Der Volta Redonda FC – als V.R. FC abgekürzt und auch als Voltaço bekannt – ist ein brasilianischer Fußballverein aus Volta Redonda im Bundesstaat Rio de Janeiro. Die erste Mannschaft des Vereins spielte in der Saison 2024 in der dritthöchsten Liga des Landes, der Série C.

## Historie
Nach der 1974 beschlossenen Vereinigung der Staaten Guanabara und Rio de Janeiro kam es zu einer Fusion der Amateurvereine Federação Carioca de Futebol und Federação Fluminense de Desportos. Am 9. Februar 1976 gründete sich daraus der neue Fußballklub Volta Redonda FC. Er folgte dem Ziel, die Stadt Volta Redonda bei der Staatsmeisterschaft von Rio de Janeiro zu vertreten. Im Jahr 2005 konnte der Klub einen seiner größten Erfolge feiern, als er erstmals die Taça Guanabara gewann und sich damit in die Reihe der großen Klubs aus Rio de Janeiro und Umgebung einreihte. Bei der Copa do Brasil gelang dem Klub ein Jahr darauf ein weiterer Überraschungserfolg, als er unter anderem Athletico Paranaense und América Mineiro schlug und ins Pokal-Viertelfinale einzog.
2024 erreichte der Klub in der Série C die Meisterschaft und die Qualifikation für die Série B 2025.

## Stadion
Die Spielstätte Volta Redondas ist das 1976 wiedereröffnete Estádio General Sylvio Raulino de Oliveira. Es bietet etwa 20.000 Zuschauern Platz.

## Erfolge
Männer:
- Série D: 2016
- Staatspokal von Rio de Janeiro: 1994, 1995, 1999, 2007, 2022
- Taça Guanabara: 2005
- Taça Rio: 2016
- Staatsmeisterschaft von Rio de Janeiro Série A2: 1987, 1990, 2004, 2022
- Copa Finta Internacional: 2005
- Série C: 2024

Frauen:
- Staatsmeister von Rio de Janeiro: 2009

## Bekannte ehemalige Spieler
- Caio
- Dedé
- Donizete
- Evaldo Silva da Assis
- Fábio
- Jonílson
- Júnior Baiano
- Lopes
- Mádson
- Robinho
- Sérgio Manoel
- Túlio
- Wilson Francisco Alves